# Сагамо (село)
Сагамо (груз. საღამო) — село в Грузии. Находится в Ниноцминдском муниципалитете края Самцхе-Джавахети, на берегу озера Сагамо. Село располагается на высоте 1986 метров над уровнем моря.
В 2010 году в Сагамо был организован визит президента Грузии Михаила Саакашвили. Президент осмотрел территорию, прилегающую к озеру, и посадил дерево. По словам Михаила Саакашвили, озера Сагамо и Паравани находятся в полутора часах езды от Тбилиси и здесь есть прекрасный рекреационный потенциал, что поможет росту экономической активности местного населения.